# Dariusz Świercz
Dariusz Świercz (* 31. Mai 1994 in Tarnowskie Góry) ist ein polnischer Schachspieler, der seit 2018 den US-amerikanischen Schachverband vertritt.

## Leben
Świercz erlernte bereits als Vierjähriger die Schachregeln und erhielt als Elfjähriger den Titel FIDE-Meister verliehen. 2008 folgte der Titel Internationaler Meister und im Jahr 2009 wurde er zum Großmeister ernannt, womit er als 14-Jähriger der jüngste Pole war, der bisher diesen Titel verliehen bekam. Die erforderlichen Normen hatte er bei der Europameisterschaft in Plowdiw 2008 und beim Akiba-Rubinstein-Memorial in Polanica-Zdrój 2008 erspielt.
Świercz sammelte insbesondere im Jugendbereich Trophäen ein: Neben zahlreichen nationalen Jugendtiteln in verschiedenen Alterskategorien ragt auf internationaler Ebene sein Sieg bei der Jugendweltmeisterschaft U20 im Jahr 2011 in Chennai heraus. Im Folgejahr gewann er zudem in Maribor die Jugendweltmeisterschaft der Kategorie U18.

## Nationalmannschaft
Świercz vertrat die polnische Nationalmannschaft bei den Schacholympiaden in Istanbul 2012 (+5 =4 −1) und in Baku 2016 (+5 =3 −1) sowie bei der Mannschaftseuropameisterschaft 2013. Im Jahr 2018 wechselte er zum US-amerikanischen Schachverband. Im März 2019 trat er bei der Mannschaftsweltmeisterschaft in Astana am ersten Brett der US-Nationalmannschaft an (+2 =6 −1).

## Vereine
In der polnischen Ekstraliga spielte Świercz von 2009 bis 2016 für die Mannschaft von KSz Polonia Votum Wrocław, mit der er 2014 polnischer Mannschaftsmeister wurde. In der deutschen Bundesliga spielte er von 2011 bis 2016 für den SK Turm Emsdetten, in der tschechischen Extraliga von 2010 bis 2014 für TJ Tatran Litovel und von 2014 bis 2016 für AD Mahrla Prag. In der französischen Top 12 trat Świercz 2013 und 2014 mit C. E. de Rueil Malmaison an. Am European Club Cup nahm er 2015 mit dem italienischen Verein Club 64 Modena teil.